# Рон, Джим
Рон, Джим (англ. Jim Rohn; 17 сентября 1930, Якима, Вашингтон, США — 5 декабря 2009, Уэст-Хиллз, Лос-Анджелес, Калифорния, США) — американский предприниматель, мотивационный оратор, бизнес-тренер, мормонский проповедник, автор книг по психологии, посвященных личностному развитию и достижению успеха в бизнесе и жизни.

## Биография
Джим Рон родился 17 сентября 1930 года в штате Вашингтон, США, в небольшом фермерском городке, в котором провел детство. Джим Рон был единственным ребенком в семье.
В 1955 г. Джим Рон познакомился с Эрлом Шоаффом, владельцем компании, работавшей по технологии МЛМ, и вскоре был принят на работу. В последующие несколько лет Джим Рон, работая в компании Эрла Шоаффа, добился весьма внушительного успеха, продвигаясь по карьерной лестнице.
В начале 1960-х гг. Рон переехал в Калифорнию, престижный район Беверли-Хиллз, где один из его друзей, член местного подразделения Rotary Club, попросил его выступить на заседании этой организации, рассказав свою историю успеха. Так Рон начал свой путь оратора, бизнес-тренера, «философа бизнеса», как его иногда называют. В общей сложности, за более чем 40 лет своей деятельности Рон провел свыше 6000 выступлений, его слушали около 5 млн человек в странах Америки, Европы, Азии, Австралии и Африки.
Джим Рон много выступал перед дистрибьюторами компаний, работающих по технологии «прямых продаж», с лекциями и семинарами по психологической мотивации и искусству общения с потенциальными партнёрами и клиентами. С начала 1980-х гг. по приглашению Марка Хьюза, основателя известной корпорации Herbalife International, Д. Рон регулярно выступал перед дистрибьюторами Herbalife по всему миру.
Рон создал собственную компанию «Jim Rohn International», которая специализируется на консультировании и обучении в области эффективного управления и построения сети, построении карьеры, личностном развитии и психологии мотивации.
Джим Рон — обладатель многочисленных наград в области ораторского искусства, в том числе наград CPAE Award и the Master of Influence Award, присуждаемых Национальной Ассоциацией Ораторов США (National Speakers Association).
Джим Рон был ведущим американским философом в сфере бизнеса. На протяжении уже более 40 лет Джим Рон занимался основными принципами поведения человека, которые наиболее заметно влияют на формирование его деловых и личностных качеств.
Через время Джим Рон сконцентрировал силы на корпорации «Jim Ronh International» — многопрофильной структуре, функционирующей на международном рынке услуг в области управления, развития личных качеств бизнесмена, а также проведении семинаров и реализации учебных программ, ориентированных на «продажу», как предмет изучения и способ бизнеса.
За свою жизнь  Джим Рон обратил свои устные послания к аудитории в 4 миллиона человек, выступив при этом более чем 6000 раз.
Джим Рон являлся членом Национальной американской ассоциации ораторов и обладателем её престижной награды — СРАЕ, присужденной ему в 1985 году за выдающиеся заслуги и профессионализм в области ораторского искусства.

## Книги
- Джим Рон. Сокровищница мудрости. Успех, карьера, семья = The Treasury of Quotes. — М.: «Альпина Паблишер», 2011. — С. 112. — ISBN 978-5-9614-1196-6.
- Семь стратегий для достижения богатства и счастья. ФАИР, 2009. ISBN 978-5-8183-1545-4
- Five Major Pieces to the Life Puzzle. Published by Jim Rohn International, 1991. ISBN 978-0-939490-02-8
- Seasons of Life. Published by Jim Rohn International, 1981. ISBN 978-0-939490-00-4
- Lessons on Life: How to Live a Successful Life. Published by SUCCESS Books, 2008. ISBN 978-0-9790341-3-8
- The Art of Exceptional Living (Audio CD). Published by Nightingale-Conant Corporation, 2003. ASIN B000W7PL7I
- The Jim Rohn Classic, DVD Series (DVD). Published by Nightingale-Conant Corporation, 2008. ASIN B001M9M8Z8
- Рон, Джим. "Витамины для ума." Курск: Кентавр (2003).